# Skärsjön (Almunge socken, Uppland)
Skärsjön är en sjö i Uppsala kommun i Uppland och ingår i Norrströms huvudavrinningsområde. Sjön är 9,1 meter djup, har en yta på 0,302 kvadratkilometer och befinner sig 16 meter över havet. Skärsjön ligger i Tjäderleksmossen Natura 2000-område. Vid provfiske har bland annat abborre, braxen, gers och löja fångats i sjön.

## Delavrinningsområde
Skärsjön ingår i det delavrinningsområde (664205-162136) som SMHI kallar för Inloppet i Långsjön. Medelhöjden är 25 meter över havet och ytan är 16,01 kvadratkilometer. Räknas de 4 avrinningsområdena uppströms in blir den ackumulerade arean 168,67 kvadratkilometer. Sävjaån (Funboån) som avvattnar avrinningsområdet har biflödesordning 3, vilket innebär att vattnet flödar genom totalt 3 vattendrag innan det når havet efter 114 kilometer. Avrinningsområdet består mestadels av skog (77 procent). Avrinningsområdet har 0,97 kvadratkilometer vattenytor vilket ger det en sjöprocent på 6,1 procent. Bebyggelsen i området täcker en yta av 1,52 kvadratkilometer eller 9 procent av avrinningsområdet.

## Fisk
Vid provfiske har följande fisk fångats i sjön:
- Abborre
- Braxen
- Gärs
- Löja
- Mört
- Gädda